# 浦源林公宫
浦源林公宫，是位于中国福建省宁德市周宁县浦源镇浦源村的一座清代古建筑，始建于嘉庆十七年（1811年），道光十五年（1835年）重修。浦源林公宫于1989年入选第二批周宁县文物保护单位，2020年入选第十批福建省文物保护单位。
浦源林公宫坐东南向西北，由前坪、戏楼、天井两侧双层厢房、主殿组成，建筑面积265.6平方米。主殿单檐悬山顶，面阔三间，进深六柱，抬梁穿斗混合式构架。主殿设有神龛供奉林公忠平王塑像（自祖殿分灵而来），两侧存清道光二十年（1840年）绘制的《西游记》壁画10幅。